# Scuola di Antiochia
La scuola di Antiochia fu uno dei due principali centri di esegesi biblica e di teologia cristiana del cristianesimo antico. Il termine “Scuola di Antiochia” è usato oggi in storiografia con un senso convenzionale, in paragone alla Scuola di Alessandria, l'altra principale scuola di pensiero nel cristianesimo dell'epoca. A differenza di quest'ultima, non si trattò però di un'istituzione, ma di un metodo di esegesi e di elaborazione teologica che va messo in relazione con le opere dei suoi più eminenti studiosi.
La "scuola" pose il metodo storico-letterario come base per lo studio delle Sacre Scritture, a differenza di quella di Alessandria, che privilegiò l'interpretazione allegorica. Antiochia, una delle città più grandi dell'Impero romano, era una colonia ellenistica del Levante, un'area dov'era prevalente la lingua aramaica. L'elaborazione intellettuale fu pervasa dalla cultura semitica: per questo Antiochia si differenziò notevolmente da Alessandria. Il cristianesimo siriaco fu legato, sin dalle origini, all'idea che in Cristo coesistessero due nature (umana e divina) e due ipostasi (nel senso di "essenza" o "persona"). Nel V secolo, epoca di grandi controversie cristologiche, la Scuola di Antiochia fu irremovibile sulla separazione tra le due nature di Cristo, umana e divina. Considerata di tendenza duofisita, la Scuola perse importanza dopo il Concilio di Efeso del 431.

## Storia
La storia della Scuola di Antiochia può essere suddivisa in tre periodi:
- Dalla fondazione alla morte di Luciano (inizio IV secolo);
- Il periodo intermedio;
- Dal 431 (condanna delle idee di Teodoro di Mopsuestia) al declino.

### La scuola lucianea

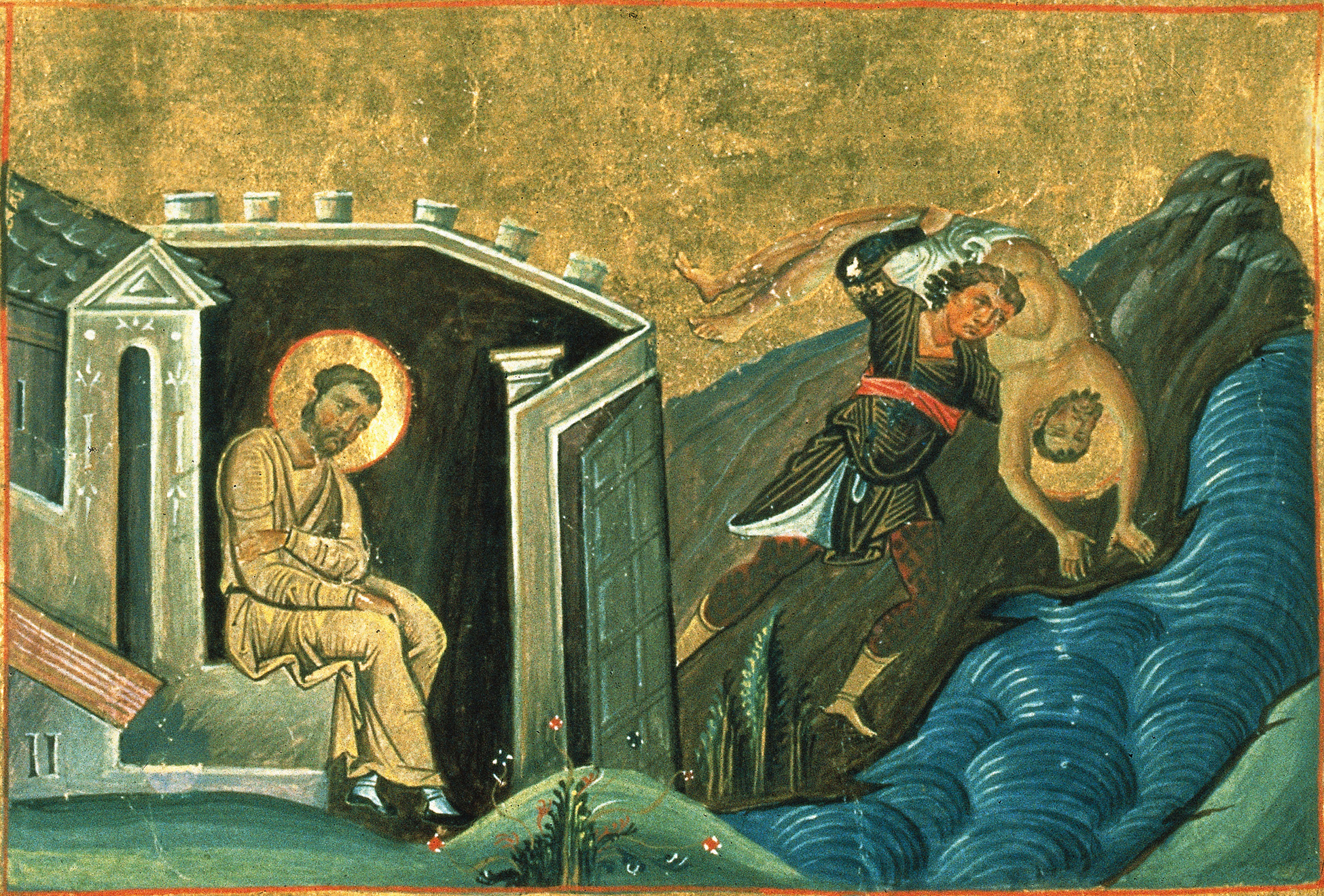
Luciano di Antiochia,il fondatore della scuola

La prima scuola cristiana di Antiochia di cui si ebbe conoscenza fu quella del sacerdote Luciano di Antiochia (circa 235 – 312). Secondo la Suda, Luciano sarebbe nato a Samosata poi, entrato a far parte del clero di Antiochia, vi avrebbe fondato la celebre scuola.
Non si hanno notizie precise sul suo insegnamento. Alcuni fatti si possono ritenere certi: è sua un'opera contenente aggiustamenti e correzioni al testo della Bibbia greca, concretatisi nella lezione "lucianica" o "antiochena" e del Nuovo Testamento; fu maestro di Ario e di altri teologi della stessa scuola, come Eusebio di Nicomedia. Non sono invece provate: a) l'attribuzione a Luciano di una delle formule approvate dall'arianeggiante concilio di Ancira; b) che la Passio Luciani sia di carattere ariano e che la venerazione per lui, specialmente da parte di Flavia Giulia Elena, madre di Costantino I, coincida con la restaurazione di Elenopoli e con il ritorno degli ariani, già sconfitti al Concilio di Nicea. Le difficoltà sono date dalla notizia d'una lettera di Alessandro, vescovo di Alessandria (313-328), al suo omologo di Bisanzio: trattando di Ario, essa parla di un "Luciano" successore di Ebione, Artemone e Paolo di Samosata e privato della comunione sotto tre vescovi: Donno, Timeo e Cirillo. In base a questo dato, si è supposto che Luciano si riconciliasse con la Chiesa nell'episcopato di Cirillo e si è tentato di spiegare come, da una teologia adozionista, Luciano sarebbe passato a concezioni di tipo origenistico e capaci d'ispirare Ario. Ma tutti i tentativi d'immaginare un'evoluzione spirituale di Luciano restano poco soddisfacenti e urtano contro una difficoltà fondamentale: il fatto cioè che la teologia di tipo adozionistico di Paolo di Samosata è assolutamente antitetica a quella del ‘’Logos’’ e all'origenismo. Rufino ha inserito come lucianea nella sua traduzione della Storia ecclesiastica di Eusebio e che manca nell'originale.
Tra i seguaci di Luciano (detti anche "collucianisti"), nominati nella Storia ecclesiastica di Filostorgio si ricordano Eusebio di Nicomedia, Leonzio di Antiochia, Maris di Calcedonia, Teognide di Nicea, Antonio di Tarso e Ario (almeno nella dottrina sul Verbo).
Il suo punto di vista strettamente teologico, anche se coperto da un velo di mistero, forse non era ortodosso, perché Ario , Eusebio di Nicomedia e altri ariani sostennero di essere suoi seguaci ("colleghi Lucianisti"), e il vescovo Alessandro di Alessandria, che li condannò, citò Luciano come loro maestro. Ma Eustazio di Antiochia, fedele al Credo di Nicea, è probabilmente più rappresentativo della Scuola, con la sua avversione nei confronti di Origene, della sua eccessiva enfasi sull’interpretazione allegorica e del suo riconoscimento, contrariamente agli ariani, della presenza della natura umana incarnata in Cristo.
Eusebio di Emesa (circa 295 – 359), uomo di studi di tendenze semi-ariane, insegnò in varie sedi, tra cui Antiochia, e fu uno dei maestri di Diodoro di Tarso.

### Il periodo intermedio
Diodoro (verso il 330 – 393) è considerato da più parti il fondatore della “seconda” Scuola di Antiochia, dopo quella di Luciano e dei suoi discepoli. Con il consenso del vescovo Melezio, trasformò la scuola in una comunità semi-monastica. Si oppose al tentativo dell’imperatore Giuliano di ripristinare gli antichi culti romani e durante la sua vita fu considerato un pilastro dell'ortodossia. Nel 372 fu esiliato da Valente in Armenia. Qui conobbe Basilio, di cui divenne amico. Dei suoi scritti restano solamente alcuni frammenti, il che impedisce di conoscere in profondità il suo insegnamento. Si sa per certo che i suoi interessi spaziavano dall’esegesi all’apologetica, alla retorica e all’astronomia.
L’egemonia intellettuale di Diodoro sulla Scuola di Antiochia continuò con i suoi discepoli. I più conosciuti furono Giovanni Crisostomo e Teodoro di Mopsuestia, entrambi nati ad Antiochia. Nestorio fu, a sua volta, discepolo di Teodoro. Giovanni Crisostomo seguì le lezioni di Diodoro a partire dal 367; divenne a sua volta insegnante, ma fu principalmente un predicatore. Fu nominato nel 397 patriarca di Costantinopoli. Il maggiore rappresentante della Scuola teologica fu l’altro discepolo, Teodoro di Mopsuestia. Scrittore eccezionalmente fecondo, è considerato il principale ispiratore della cristologia nestoriana. Durante la sua vita il pensiero di Teodoro fu sempre considerato ortodosso. Suo fratello Policronio, vescovo di Apamea, insegnò nella stessa Scuola.
Teodoreto di Cirro fu uno scrittore enciclopedico ma è principalmente ricordato per il Graecarum affectionum curatio (“Rimedio per le malattie elleniche”), dodici libri, scritti prima del 437 "l'ultima e probabilmente la più completa delle numerose apologie che ha prodotto l'antichità greca". Le sue controverse prese di posizione sono importanti anche perché seppe difendere sapientemente la cristologia antiochena contro Cirillo di Alessandria e le sue argomentazioni furono essenziali affinché l’impianto dottrinario antiocheno fosse riconosciuto nel Concilio di Calcedonia.

### Il periodo tardo
A differenza degli eruditi di Alessandria che davano enfasi all’interpretazione allegorica della Scrittura e la cui cristologia sottolineava l'unità di umano e divino in Gesù Cristo, gli esegeti di Antiochia erano più inclini a mantenere costante l'esegesi che sottolineava la differenza tra l'umano e il divino nella persona di Gesù Cristo. In questo senso la Scuola di Antiochia è stata considerata alla stregua della teologia adozionista.
Nel 431 il Concilio di Efeso dichiarò eretica la dottrina di Teodoro di Mopsuestia. A partire da quella data la Scuola di Antiochia perse progressivamente influenza.
Nel 449 il patriarca di Alessandria, Dioscoro, impedì a Teodoreto di Cirro di difendersi al Secondo concilio di Efeso. Teodoreto fu accusato di nestorianesimo e condannato insieme ai teologi della scuola antiochena (Domno, Eusebio di Dorileo ed Iba di Edessa). L'indebolita Antiochia ricevette inaspettatamente aiuto dall'Occidente, da papa Leone I, la cui cristologia sottolineava anche la distinzione tra le due nature. Leone annullò le decisioni del concilio di Efeso. Ma l'imperatore d'Oriente continuò a ritenerne validi i decreti.
Alla morte di Teodosio nel 450, gli ortodossi ottennero dall'imperatrice Pulcheria, poi canonizzata, la convocazione di un nuovo concilio. A Calcedonia (451) Teodoreto di Cirro fu ammesso tra i partecipanti, pur senza diritto di voto. Il Concilio reintegrò pienamente il teologo antiocheno. Quasi un secolo dopo, però, l'imperatore Giustiniano, nel suo editto contro i Tre Capitoli (544), associò Teodoreto, Teodoro di Mopsuestia e Iba di Edessa al nestorianesimo e ne condannò gli scritti.

## Il metodo storico-letterario
La Scuola di Antiochia nacque e si sviluppò in un ambiente culturale diverso da quello ellenistico proprio di Alessandria. Gli egiziani apparivano, agli occhi degli antiocheni, fortemente influenzati dalla filosofia di Platone. Erano più propensi a giustificare eventuali contraddizioni nella Bibbia (specialmente nell'Antico Testamento) attribuendo al testo dei livelli nascosti di significato. Ad esempio, i passaggi più problematici come l'orrenda distruzione di Gerico da parte di Giosuè (Libro di Giosuè), venivano interpretati come una metafora: in questo caso, la lotta alla lussuria simboleggiata dall'azione di Giosuè contro i Cananei già suggerisce la venuta di Gesù. In risposta, la scuola di Antiochia ha rigettato l'enfasi sull'allegoria per sostituirla con l'analisi meticolosa del testo. Per fare questo gli eruditi hanno impiegato strumenti filologici e storici ed hanno cercato di “aprire” le parole riportandole al contesto originale ebraico e greco. Questo approccio non li portò a negare che le Scritture contenessero messaggi più alti, insegnamenti che portassero il lettore alla conversione e alla salvezza dal peccato; essi sostenevano che era possibile comprenderle solo dopo che il significato originale fosse stato riportato alla luce: era l'unico modo per evitare distorsioni e fraintendimenti, i quali potevano condurre all'apostasia.
I teologi della Scuola di Antiochia, Teodoro di Mopsuestia in primis, conferirono somma importanza all'esegesi minuziosa del testo biblico. A questo scopo si sforzarono di elaborare un metodo rigoroso, basato sulle regole della grammatica e della critica letteraria. Questo metodo richiedeva una solida formazione intellettuale, in particolare lo studio dell'Organon di Aristotele, e una buona conoscenza in molte altre discipline (storia, geografia, ecc.) per chiarire tutte le allusioni dei testi. Obiettivo dell’esegesi storico-letteraria era comprendere la Bibbia su basi razionali.
Gli antiocheni ammettevano in linea di principio solo l'interpretazione letterale e storica dei testi, rifiutando ogni significato allegorico, ogni "senso spirituale", o "significato nascosto" che era stato preferito e adottato dalla Scuola di Alessandria fin da Origene. Non pensavano che tutti i testi fossero ugualmente ispirati e davano loro una diversa autorità. La Bibbia, naturalmente, era ispirata da Dio, ma era stata scritta da uomini vissuti in determinati contesti storici e secondo le leggi della mente umana. Perciò Teodoro di Mopsuestia escluse il Cantico dei Cantici dal canone biblico, interpretandolo alla lettera e vedendolo come un canto nuziale. Allo stesso modo ritenne che l'autore del Libro di Giobbe fosse un pagano e ne stigmatizzò gli errori.
Il focalizzarsi, da parte degli antiocheni, sul significato storico dei testi non impedì loro di affermare l'esistenza di ciò che essi chiamavano il "significato tipico", che chiaramente si opponeva all'allegoria degli Alessandrini. Secondo questo approccio, le profezie dell'Antico Testamento si riferiscono a specifiche situazioni storiche, che l'esegeta deve recuperare; ma allo stesso tempo la loro ispirazione generale annuncia la venuta di Cristo. Ad esempio, la schiavitù in Egitto è un vero accadimento, collocato in un contesto storico preciso, ma simboleggia la schiavitù del peccato. Questa interpretazione, principalmente storica e letterale dei testi dell'Antico Testamento, portò i teologi antiocheni ad essere spesso accusati dai loro oppositori di "giudaizzazione".

## Personalità illustri legate alla Scuola di Antiochia
Si formarono alla Scuola di Antiochia molti illustri teologi:
- Ario († 336), discepolo di Luciano, iniziatore della disputa ariana che porta il suo nome;
- Eustazio (vescovo 324-334);
- Eusebio di Nicomedia († 341);
- Marcello di Ancira († 374);
- Melezio di Antiochia († 381);
- Cirillo di Gerusalemme (313-386);
- Libanio (314-394);
- Diodoro di Tarso († 394);
- Giovanni Crisostomo († 407);
- Teodoro di Mopsuestia († 428);
- Nestorio († 451), gli è attribuita la dottrina detta nestorianesimo;
- Giovanni di Antiochia († 441), patriarca;
- Iba di Edessa († 457);
- Teodoreto di Cirro († 458);
- Alessandro di Ierapoli (IV-V secolo).